# 고바야시촌 (나라현)
고바야시촌(小林村)은 나라현 미나미카쓰라기군에 설치되었던 촌이다. 현재의 고세시에 해당한다.